# Ruginești
Ruginesti là một xã thuộc hạt Vrancea, România. Dân số thời điểm năm 2002 là 4455 người.